# Supertubos
Surfe na praia dos Supertubos
A Praia do Medão ou  Praia dos Supertubos, em  Atouguia da Baleia e próximo a Peniche, na região Oeste portuguesa, é famosa mundialmente pelas suas ondas tubulares, considerados os melhores "tubos" em mares europeus. Fica situada a sul da Península de Peniche e é protegida do vento norte pelo molhe leste do porto de abrigo. É, a par com a Praia do Norte, na Nazaré, uma das mais concorridas para a prática de surfe.

## Palco de eventos desportivos
É uma verdadeira meca dos fãs do surf e do bodyboard, pois aqui as ondas não são apenas grandes mas têm a forma ideal para se utilizarem as pranchas.
A Praia dos Supertubos é apreciada pelas suas ondas, que atingem 3 metros, e é palco de torneios mundiais e nacionais de surf, jet-ski, kitesurf, windsurf e bodyboard. Algumas pessoas chamam a essa onda "European pipeline" por ser muito rápida e tubular, tal como a onda pipeline do Hawaii. Funciona bem com vento de norte. 
Galardoada com a Bandeira Azul, com inclinação suave, a praia assegura uma boa formação das ondas e exige um bom nível de surf. Os ventos predominantes de NO alisam o mar e prolongam o tempo em que o surfista pode "entubar". É usada para competições anuais da WCT, "Rip Curl Pro" e para campeonatos europeus. O surfista Tiago Pires considera que a praia tem a melhor onda para a prática de surf na região litoral portuguesa, a par com a praia da Arrifana  (kangurú).